# América (série télévisée)
Pour les articles homonymes, voir América.
América est une telenovela brésilienne en 203 épisodes de 75 minutes diffusée entre le 14 mars 2005 et le 5 novembre 2005 sur Rede Globo.
Cette série est inédite dans tous les pays francophones.

## Distribution
- Deborah Secco : Sol de Oliveira
- Murilo Benício : Sebastião da Silva Higino (Tião)
- Caco Ciocler : Ed Talbot
- Gabriela Duarte : Simone Garcia Menezes Higino
- Camila Morgado : Miss May
- Thiago Lacerda : Alexander Camargo (Alex)
- Edson Celulari : Glauco Simões Lopes Prado
- Christiane Torloni : Haydée Pamplona Lopes Prado
- Eliane Giardini : Viúva Neuta Fontes
- Murilo Rosa : Dinho
- Daniela Escobar : Irene Villa Nova
- Humberto Martins (pt) : Laerte Villa Nova
- Mariana Ximenes : Raíssa
- Marcello Novaes (pt) : Genivaldo da Silva Higino (Geninho)
- Juliana Paes : Creusa
- Bruno Gagliasso : Roberto Sinval Fontes Júnior (Júnior)
- Erom Cordeiro (pt) : Zeca
- Cléo Pires : Maria de Lurdes (Lurdinha)
- Cláudia Jimenez (pt) : Consuelo Torres Serrano
- Paulo Goulart : Mariano de Oliveira
- Jandira Martini : Odaleia de Oliveira
- Betty Faria : Djanira Pimenta
- Francisco Cuoco (pt) : José Higino
- Nívea Maria : Maria José Higino (Mazé)
- Neuza Borges : Diva Feitosa
- Chico Díaz (pt) : Acácio da Silva Higino
- Aílton Graça (pt) : João Feitosa (Feitosa)
- Paula Burlamaquy (pt) : Islene
- Marcos Frota (pt) : Pedro Jatobá
- Totia Meireles : Vera do Nascimento
- Bruna Marquezine : Flor
- Floriano Peixoto (pt) : Tony Marinari
- Lúcia Veríssimo : Gil Madureira
- Matheus Nachtergaele : Carreirinha
- Fernanda Paes Leme : Rosário
- Juliana Knust : Inesita
- Lucas Babin (en) : Nick
- Camila Rodrigues (pt) : Mariana de Oliveira
- Antônio Carlos (pt) : Farinha
- Walter Breda (pt) : seu Gomes
- Regina Dourado (pt) : Graça
- Roberto Bonfim (pt) : Jota Abdalla
- Eva Todor (pt) : Miss Jane
- Luís Melo (pt) : Ramiro
- Bete Mendes (pt) : Fátima
- Reginaldo Faria (pt) : Adalberto
- Samara Felippo : Maria Odete (Detinha)
- Marisol Ribeiro : Kerry Villa Nova
- Victor Fasano : James
- Cissa Guimarães : Nina
- Eri Johnson : Waldomiro
- Rosi Campos : Mercedes Gimenez
- Guilherme Karan : Geraldito
- Sílvia Buarque : Maria Elis
- José Dumont : Carlos Manuel de Andrade (Bóia)
- Raul Gazolla : Helinho
- Cris Vianna : Drica
- Jaime Leibovitch : Bill
- Simone Spoladore : Heloísa
- Rodrigo Faro : Neto
- Christiana Kalache : Maria Isabel (Bebela)
- Duda Nagle : Radar
- Rafael Calomeni : Carlos Eduardo (Cadu)
- Luíza Valdetaro : Manuela (Manu)
- Cacau Mello : Rose
- Blota Filho : Haroldo
- Paula Pereira : Déia
- Franciely Freduzeski : Conchita
- Matheus Costa : Henrique (Rick)
- Viviane Victorette : Júlia (Ju)
- Rodrigo Hilbert : Murilinho
- Dja Marthins : Dolores
- Lucy Mafra : Claudete
- Cláudia Borioni : Vilma
- Marcelo Brou : Stallone
- Carolina Macieira : Penha
- Flávia Guedes : Berenice
- Bruno Abrahão : Sebastião da Silva Higino (Tião) (criança)
- Maria Mariana Azevedo : Sol de Oliveira (criança)
- Guilherme Vieira : Genivaldo da Silva Higino (Geninho) (criança)
- Thainá Menezes : Drica (criança)